# 大莫洛季基夫
50°35′8″N 27°25′9″E / 50.58556°N 27.41917°E
大莫洛季基夫（烏克蘭語：Великий Молодьків），是烏克蘭北部的村莊，隸屬日托米爾州的茲維亞赫爾區。該村始建於1862年，面積2.44平方公里，海拔高度222米，2001年人口832。